# Eo biển Gibraltar

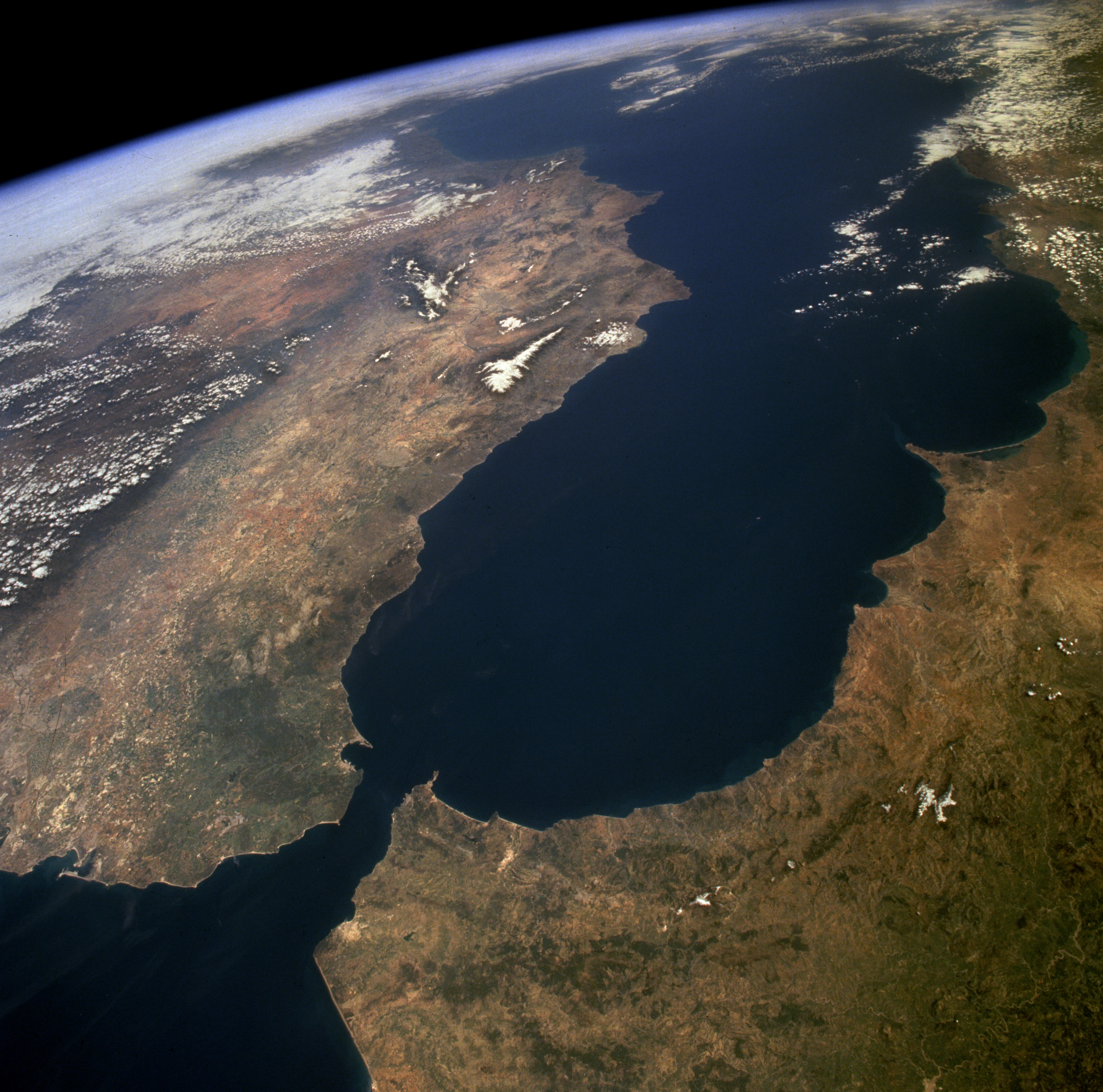
Eo biển Gibranta nhìn từ không gian

Eo biển Gibraltar (tiếng Ả Rập: مضيق جبل طارق; tiếng Tây Ban Nha: Estrecho de Gibraltar; tiếng Anh: Strait of Gibraltar) là một eo biển hẹp nối liền Địa Trung Hải với Đại Tây Dương và tách Gibraltar và bán đảo thuộc Tây Ban Nha ở châu Âu khỏi Morocco và Ceuta (Tây Ban Nha) ở châu Phi. Cái tên bắt nguồn từ Rock of Gibraltar, tiếng Ả Rập: Jebel Tariq (nghĩa là "Núi Tariq" ) được đạt theo tên của vị tướng Hồi giáo người Berber là Tariq ibn Ziyad. Nó cũng được biết dưới cái tên eo biển Gibraltar, ruột của Gibraltar (mặc dù là cách gọi cổ xưa) , STROG (Strait Of Gibraltar) mà NATO sử dụng , và Bab Al Maghrib (tiếng Ả Rập: باب المغرب), "Cánh cổng phía Tây". Vào thời Trung cổ, người Hồi giáo gọi nó là Al-Zuqaq, "The Passage", người La Mã gọi nó là Fretum Gatitanum (Eo biển Cadiz), và trong thời cổ đại nó được gọi là " những cây cột của Hercules " (tiếng Hy Lạp: αἱ Ἡράκλειοι στῆλαι).
Châu Âu và châu Phi cách nhau 7,7 hải lý (14.3 km; 8.9 mi) tại điểm hẹp nhất của eo biển. Độ sâu của eo biển trong khoảng 300 và 900 mét (160 và 490 fathoms; 980 và 2,950 ft)  Phà đi qua giữa hai lục địa mỗi ngày chỉ trong 35 phút. Phía eo biển Tây Ban Nha được bảo vệ dưới Công viên Tự nhiên El Estrecho.

## Lịch sử
Eo biển này được hình thành từ cách đây 6 triệu năm về trước.
Bằng chứng về nơi cư trú đầu tiên của con người trong khu vực của người Neanderthal có từ 125.000 năm trước. Người ta tin rằng eo biển Gibraltar có thể là một trong những tiền đồn cuối cùng của người Neanderthal trên thế giới, với bằng chứng về sự hiện diện của họ ở đó có niên đại gần 24.000 năm trước .Bằng chứng khảo cổ về cư dân Homo sapiens của khu vực bắt nguồn từ 40.000 năm trước.
Khoảng cách tương đối ngắn giữa hai bờ đã đóng vai trò là điểm giao cắt nhanh chóng cho các nhóm và nền văn minh khác nhau trong suốt lịch sử, bao gồm cả người Carthage chống lại Rome, người La Mã đi giữa các tỉnh của Hispania và Mauritania, Vandals đột kích vào phía nam từ Germania qua Tây Rome và vào Bắc Châu Phi vào thế kỷ thứ 5, người Moors và người Berber ở thế kỷ thứ 8 thế kỷ thứ 11, và Tây Ban Nha và Bồ Đào Nha vào thế kỷ 16.
Bắt đầu từ năm 1492, eo biển bắt đầu đóng một vai trò văn hóa nhất định trong vai trò là rào cản chống lại sự chinh phục qua eo biển và dòng chảy văn hóa và ngôn ngữ sẽ tự nhiên đi theo một cuộc chinh phục như vậy. Vào năm đó, chính phủ Hồi giáo cuối cùng ở phía bắc eo biển đã bị một lực lượng Tây Ban Nha lật đổ. Kể từ đó, các eo biển đã thúc đẩy sự phát triển của hai nền văn hóa rất khác biệt và đa dạng ở hai bên eo biển sau khi chia sẻ nhiều nền văn hóa giống nhau và mức độ khoan dung hơn trong hơn 300 năm từ thế kỷ thứ 8 đến đầu thế kỷ 13.
Ở phía bắc, văn hóa Kitô giáo châu Âu vẫn chiếm ưu thế kể từ khi trục xuất quốc vương Hồi giáo cuối cùng vào năm 1492, cùng với ngôn ngữ Tây Ban Nha, trong khi ở phía nam, Hồi giáo-Ả Rập / Địa Trung Hải đã chiếm ưu thế kể từ khi đạo Hồi lan rộng vào Bắc Phi vào những năm 700, cùng với tiếng Ả Rập. Trong 500 năm qua, sự không khoan dung về tôn giáo và văn hóa, hơn cả rào cản du lịch nhỏ mà eo biển hiện nay, đã trở thành một tác nhân thực thi mạnh mẽ của sự tách biệt văn hóa tồn tại giữa hai nhóm này.
Vùng đất nhỏ của Anh ở thành phố Gibraltar trình bày một nhóm văn hóa thứ ba được tìm thấy ở eo biển. Vùng đất này được thành lập lần đầu tiên vào năm 1704 và từ đó được Anh sử dụng để hoạt động như một sự bảo đảm cho việc kiểm soát các tuyến đường biển vào và ra khỏi Địa Trung Hải.
Sau cuộc đảo chính của Tây Ban Nha vào tháng 7 năm 1936, Hải quân Cộng hòa Tây Ban Nha đã cố gắng phong tỏa Eo biển Gibraltar để cản trở việc vận chuyển quân đội của Châu Phi từ Ma-rốc Tây Ban Nha đến Bán đảo Tây Ban Nha. Vào ngày 5 tháng 8 năm 1936, Convoy de la victoria đã có thể đưa ít nhất 2.500 người qua eo biển, phá vỡ sự phong tỏa của phe cộng hòa.

## Vị trí

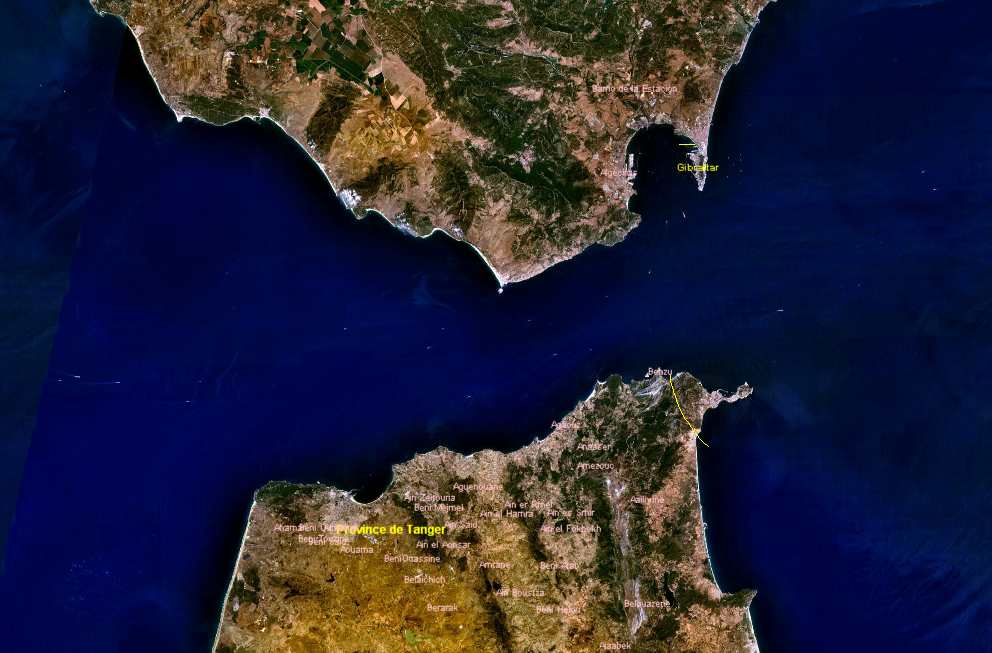
Bản đồ Eo biển

Ở phía bắc của eo biển này là Tây Ban Nha và Gibraltar, còn ở phần phía nam là Maroc và Ceuta, phần lãnh thổ hải ngoại của Tây Ban Nha ở Bắc Phi.
Đường ranh giới này còn được biết đến với cái tên cổ xưa là Những cây cột của Hécquyn. Có tên gọi này là vì theo thần thoại Hy Lạp, dũng sĩ Hécquyn trên đường đi lập kỳ công thứ 10 trong số 12 kỳ công phi thường của mình đã đến đại dương mênh mông nhưng lại gặp phải quả núi khổng lồ bít kín lấy biển. Hécquyn bèn dùng sức lực ghê gớm của mình xẻ núi, thông suốt biển bên trong và bên ngoài, bên phía đông và bên phía tây. Trong khi xẻ núi, Hécquyn khuân đá xếp sang hai bên đá chồng lên nhau như hai câu cột khổng lồ.
Eo biển này có một vai trò rất quan trọng, là một con đường cực kỳ quan trọng để tàu thuyền đi từ Địa Trung Hải ra Đại Tây Dương và ngược lại. Mọi tàu thuyền đi qua nơi đây đều có thể được giám sát từ Núi Gibraltar.